# Ноттингем (регбийный клуб)
«Ноттингем Рагби Футбол Клаб» (англ. Nottingham Rugby Football Club) — английский регбийный клуб из одноимённого города, выступающий во второй по силе лиге страны, Чемпионшипе. Команда основана в 1877 году Александром Бёркиным, выпускником школы города Регби. Регбисты, известные под прозвищем «зелёно-белые», проводят домашние матчи на арене «Медоу Лейн», разделяя её с футбольным клубом «Ноттс Каунти». Тренировочные объекты «Ноттингема» (база «Леди Бэй») расположены в пригороде Западный Бриджфорд. До окончания сезона 2005/06 команда играла на «Айрленд-Авеню» в городке Бистон. Земля в Бистоне была приобретена семьёй самого Бёркина.
Золотой век клуба пришёлся на конец 1980-х, когда в основном составе «Ноттингема» играли несколько спортсменов международного уровня: Саймон Ходжкинсон, Роб Эндрю, Дасти Хеар, Брайан Мур (сборная Англии; Мур также представлял «Британских львов»), Крис Грэй (сборная Шотландии). Ранее за команду играл регбист валлийской сборной Дэвид Джонс (19 международных матчей), до сих пор работающий в структуре клуба. Когда же английское регби перешло на профессиональную систему организации клубов, качество выступлений «Ноттингема» ухудшилось. По итогам сезона 2002/03 коллектив едва избежал выбывания в региональные лиги. Тем не менее, уже в следующем году клуб вышел в Национальную лигу 1 (третья по силе английская лига).
30 июля 2010 года клуб был приобретён компанией Notts County PLC. В июле 2012 года новым главным тренером был назначен Мартин Хэг; предыдущий наставник клуба Гленн Делэйни перешёл на работу в «Лондон Айриш».

## Тренерский штаб
| Должность                          | Специалист      |
| Главный тренер                     | Мартин Хэг      |
| Тренер защитников                  | Джед Глинн      |
| Тренер хватки                      | Нил Фоукс       |
| Тренер качества                    | Бен Джонстон    |
| Главный физиотерапевт              | Мэтт Тэйлор     |
| Глава отдела физической подготовки | Жорри Брён      |
| Глава аналитического отдела        | Клайв Уиндермер |
| Аналитик                           | Кэллам Конвери  |
| Менеджер академии                  | Джон Уиддоусон  |
|                                    |                 |